# Буллитт (округ)
Бу́ллитт (англ. Bullitt County) — округ в штате Кентукки, США. Официально образован в 1796 году. По состоянию на 2010 год, численность населения составляла 74 319 человек.

## География
По данным Бюро переписи США, общая площадь округа равняется 777,001 км2, из которых 769,231 км2 суша и 8,288 км2 или 1,1 % это водоёмы.

## Население
По данным переписи населения 2000 года в округе проживает 61 236 жителей в составе 22 171 домашних хозяйств и 17 736 семей. Плотность населения составляет 79 человек на км2. На территории округа насчитывается 23 160 жилых строений, при плотности застройки около 30 строений на км2. Расовый состав населения: белые — 98,07 %, афроамериканцы — 0,38 %, коренные американцы (индейцы) — 0,34 %, азиаты — 0,27 %, гавайцы — 0,01 %, представители других рас — 0,16 %, представители двух или более рас — 0,77 %. Испаноязычные составляли 0,63 % населения независимо от расы.
В составе 39,00 % из общего числа домашних хозяйств проживают дети в возрасте до 18 лет, 65,40 % домашних хозяйств представляют собой супружеские пары проживающие вместе, 10,40 % домашних хозяйств представляют собой одиноких женщин без супруга, 20,00 % домашних хозяйств не имеют отношения к семьям, 16,40 % домашних хозяйств состоят из одного человека, 5,40 % домашних хозяйств состоят из престарелых (65 лет и старше), проживающих в одиночестве. Средний размер домашнего хозяйства составляет 2,75 человека, и средний размер семьи 3,07 человека.
Возрастной состав округа: 27,20 % моложе 18 лет, 8,60 % от 18 до 24, 32,70 % от 25 до 44, 23,70 % от 45 до 64 и 23,70 % от 65 и старше. Средний возраст жителя округа 34 лет. На каждые 100 женщин приходится 98,90 мужчин. На каждые 100 женщин старше 18 лет приходится 97,20 мужчин.
Средний доход на домохозяйство в округе составлял 50 058 USD, на семью — 2 005 USD. Среднестатистический заработок мужчины был 35 851 USD против 24 098 USD для женщины. Доход на душу населения составлял 18 339 USD. Около 6,20 % семей и 7,90 % общего населения находились ниже черты бедности, в том числе — 11,40 % молодёжи (тех, кому ещё не исполнилось 18 лет) и 7,60 % тех, кому было уже больше 65 лет.